# Джусто де Менабуої

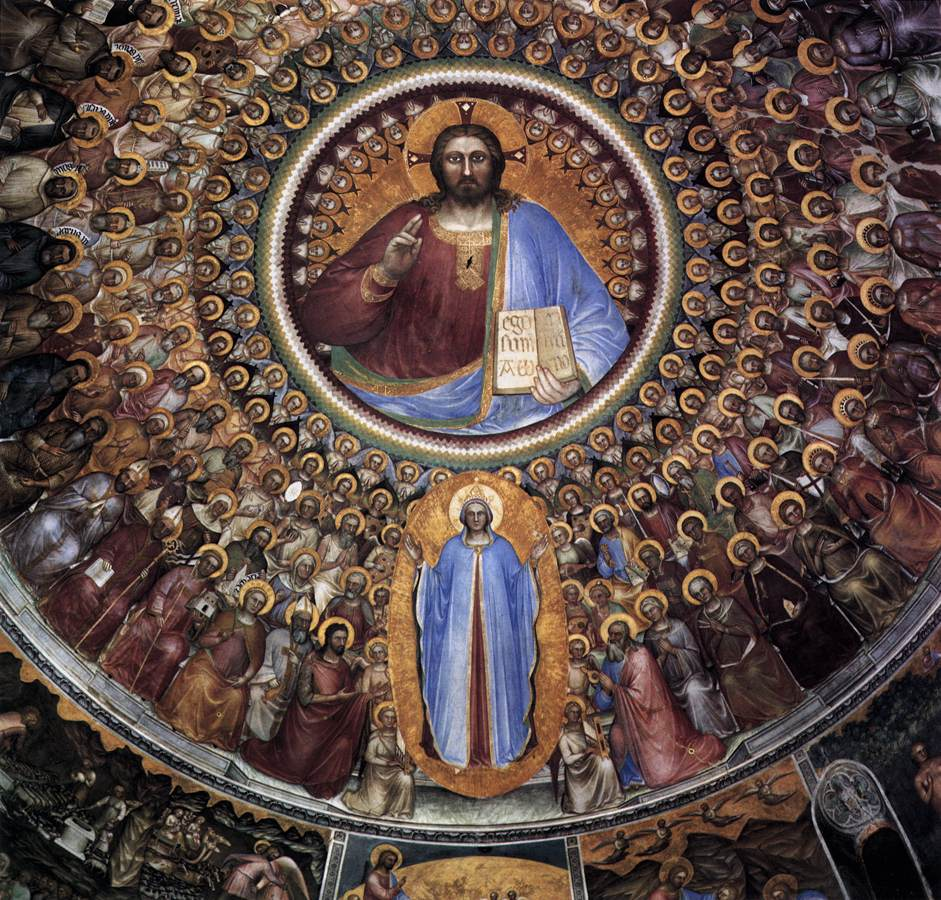
Купол баптистерію (деталь), 1375—1378, Падуя

Джу́сто де Менабу́ої (італ. Giusto de' Menabuoi; бл. 1330, Флоренція — 22 квітня 1393, Падуя) — італійський живописець.

## Біографія
Відомий також як Джусто да Падова або Джусто Фйорентіно. Свідчення про художника досить суперечливі; за свідченням Джорджо Вазарі, Джусто народився у Падуї, у той час як в інших джерелах стверджується, що він був родом з Флоренції. Ймовірно, що він проходив навчання у майстерні флорентійського живописця Мазо ді Банко, одного з найбільших послідовників Джотто, з творчістю якого Джусто був добре знайомий, про свідчить аналіз його робіт.
У 1350—1360-ті художник працював у Ломбардії, а в 1370-х — у Падуї, де перебував під покровительством королівського двору. Разом з художником Альтік'єро да Дзевіо він сприяв тому, аби Падуя наприкінці XIV століття стала одним з івнтром розвитку образотворчого мистецтва.
Головною роботою Джусто є розпис стін і купола баптистерію у Падуї (1376), що відрізняється святковою величчю. У центрі купольного простору художник подав Ісуса Христа в оточенні багатьох святих, у той час як барабан прикрашений численними сценами зі Старого Заповіту.
Художник помер у Падуї 22 квітня 1393 року.